# François-Xavier Lalanne
François-Xavier Lalanne (*  28. August 1927 in Agen; † 7. Dezember 2008 in Ury (Seine-et-Marne)) war ein französischer Bildhauer, Designer, Maler, Zeichner und Grafiker.

## Leben

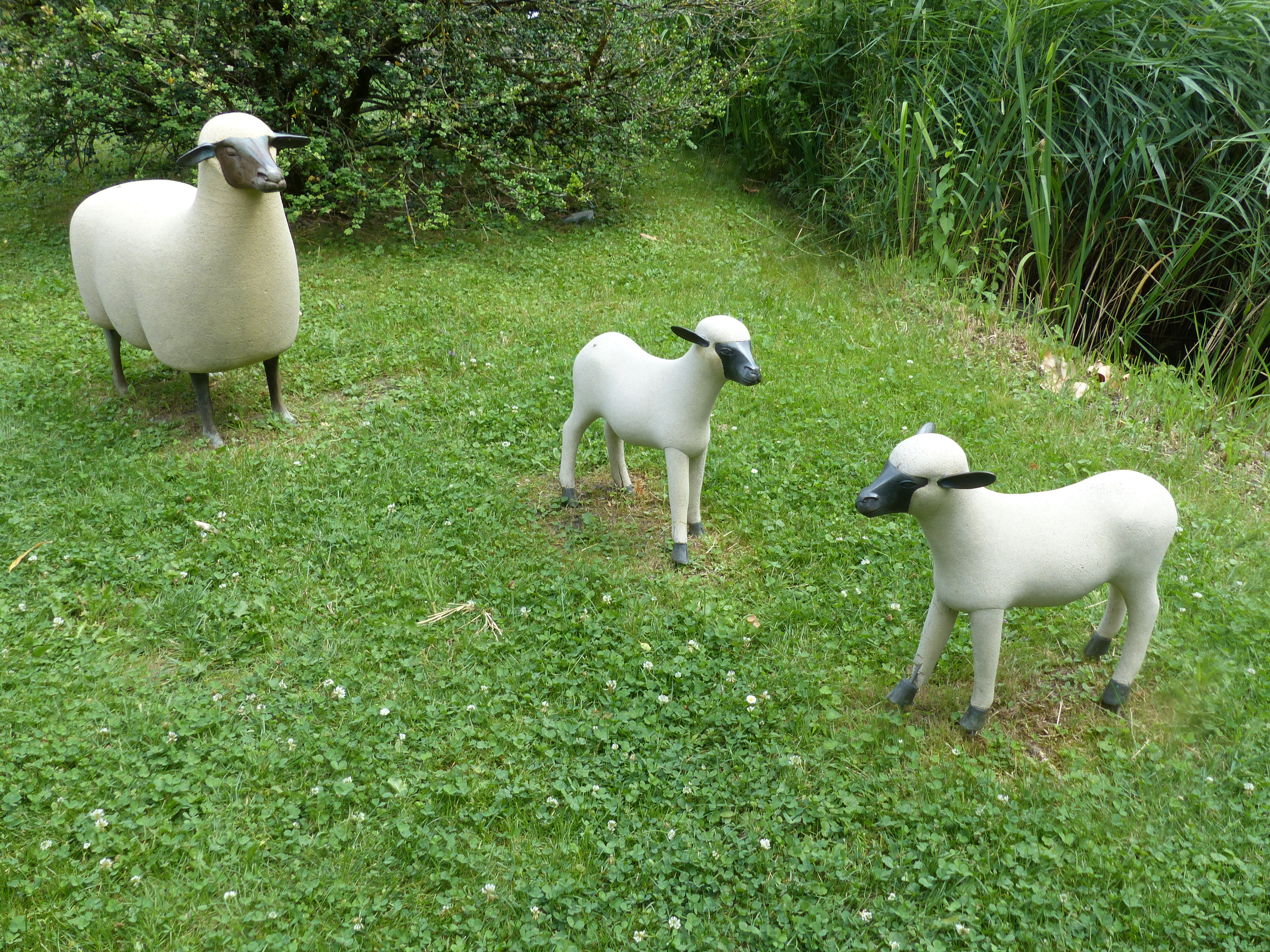
François-Xavier Lalanne: Moutons. Epoxidbeton und Bronze, Fondation Pierre Gianadda

François-Xavier Lalanne studierte ab 1945 in Paris an der Académie Julian Malerei, Grafik und Bildhauerei. Er heiratete 1948 Eugénie Pompon, eine entfernte Verwandte des Tierbildhauers François Pompon, der Lalanne in seinem Werk beeinflusste. 1949 bezog er ein eigenes Atelier im Stadtviertel Montparnasse. Dort lernte er die Bildhauer Constantin Brâncuși, Jean Tinguely und James Metcalf kennen. Seinen Lebensunterhalt verdiente er 1949–1950 als Aufseher in der ägyptischen Abteilung des Louvre. 1952 hatte Lalanne seine erste Einzelausstellung mit Werken der Malerei. Bei dieser Gelegenheit lernte er die Bildhauerin Claude Dupeux kennen, die 1967 seine Ehefrau wurde. Kurz nach der Ausstellung gab er die Malerei auf, arbeitete bis 1956 für den Architekten André Sive als Architekturzeichner und wandte sich parallel der Bildhauerei zu. Ab 1956 arbeitete er vereinzelt mit Claude Dupeux zusammen. Neben gemeinsamen Werken schufen beide vorwiegend eigene Objekte, die sie oftmals als Les Lalanne gemeinsam ausstellten. 
Größere Bekanntheit erreichte Lalanne durch die Zusammenarbeit mit dem Modeschöpfer Yves Saint Laurent, für den er 1965 die Bar YSL kreierte. Dieses von Brâncuși inspirierte Objekt aus Neusilber, Messing und Kristallglas zeigt beispielhaft die für Lalannes weiteren Werke typischen fließenden Übergänge zwischen Design und Kunstobjekt, Möbel und Skulptur. Ebenfalls 1965 schuf er eine Gruppe von 24 lebensgroßen Aluminiumschafen, die mit echter Schafwolle bezogen waren. Die Mouton de Laine betitelte Arbeit, die auch als Sitzmöbel zu verwenden war, sorgte für großes Aufsehen im Salon de la Jeune Peinture in Paris. Das Motiv der Schafherde griff der Künstler später in verschiedenen Varianten erneut auf. Es folgten weitere skulpturale Tierobjekte wie Elefanten, Gorillas und Nashörner. Eines dieser Nashörner, mit der Funktion eines Schreibtisches versehen, findet sich heute in der Sammlung des Pariser Musée des Arts décoratifs. Für seine von den Surrealisten beeinflussten Tierskulpturen verwandte Lalanne so unterschiedliche Materialien wie Bronze, Stahl, Stein, Beton, Gips, Porzellan oder Glas. Von 1964 bis 1978 entwarf er zudem verschiedene Motive für die Manufacture royale de porcelaine de Sèvres. Werke von Lalanne befinden sich beispielsweise im Musée des Beaux-Arts in Agen, im Hakone-Open-Air-Museum, im Museum Boijmans Van Beuningen in Rotterdam, in der Fondation Pierre Gianadda in Martigny, im Musée national de céramique in Sèvres, im Musée d’Art Moderne et d’Art Contemporain in Nizza, im Musée National d’Art Moderne in Paris und im Élysée-Palast.